# Dryopsophus macki
Espèce
Synonymes
- Litoria macki Richards, 2001

Statut de conservation UICN

 DD  : Données insuffisantes
Dryopsophus macki est une espèce d'amphibiens de la famille des Pelodryadidae.

## Répartition
Cette espèce est endémique de Nouvelle-Guinée occidentale en Indonésie. Elle se rencontre dans le nord-ouest de la province de Papouasie entre 550 et 1 200 m d'altitude dans le cours supérieur du fleuve Wapoga.

## Étymologie
Cette espèce est nommée en l'honneur d'Andrew L. Mack.

## Publication originale
- Richards, 2001 : A new species of torrent-dwelling frog (Anura: Hylidae: Litoria) from the mountains of Indonesian New Guinea (West Papua). Memoirs of the Queensland Museum, vol. 46, no 2, p. 733-739.